# Ange (Evangelion)
Pour l’article homonyme, voir Ange (homonymie).
 (mars 2011).
Si vous disposez d'ouvrages ou d'articles de référence ou si vous connaissez des sites web de qualité traitant du thème abordé ici, merci de compléter l'article en donnant les références utiles à sa vérifiabilité et en les liant à la section « Notes et références ».
Dans l'anime et le manga Neon Genesis Evangelion, les anges (使徒, shito, litt. apôtres) sont de mystérieuses créatures s'attaquant à l'humanité.

## Liste des Anges

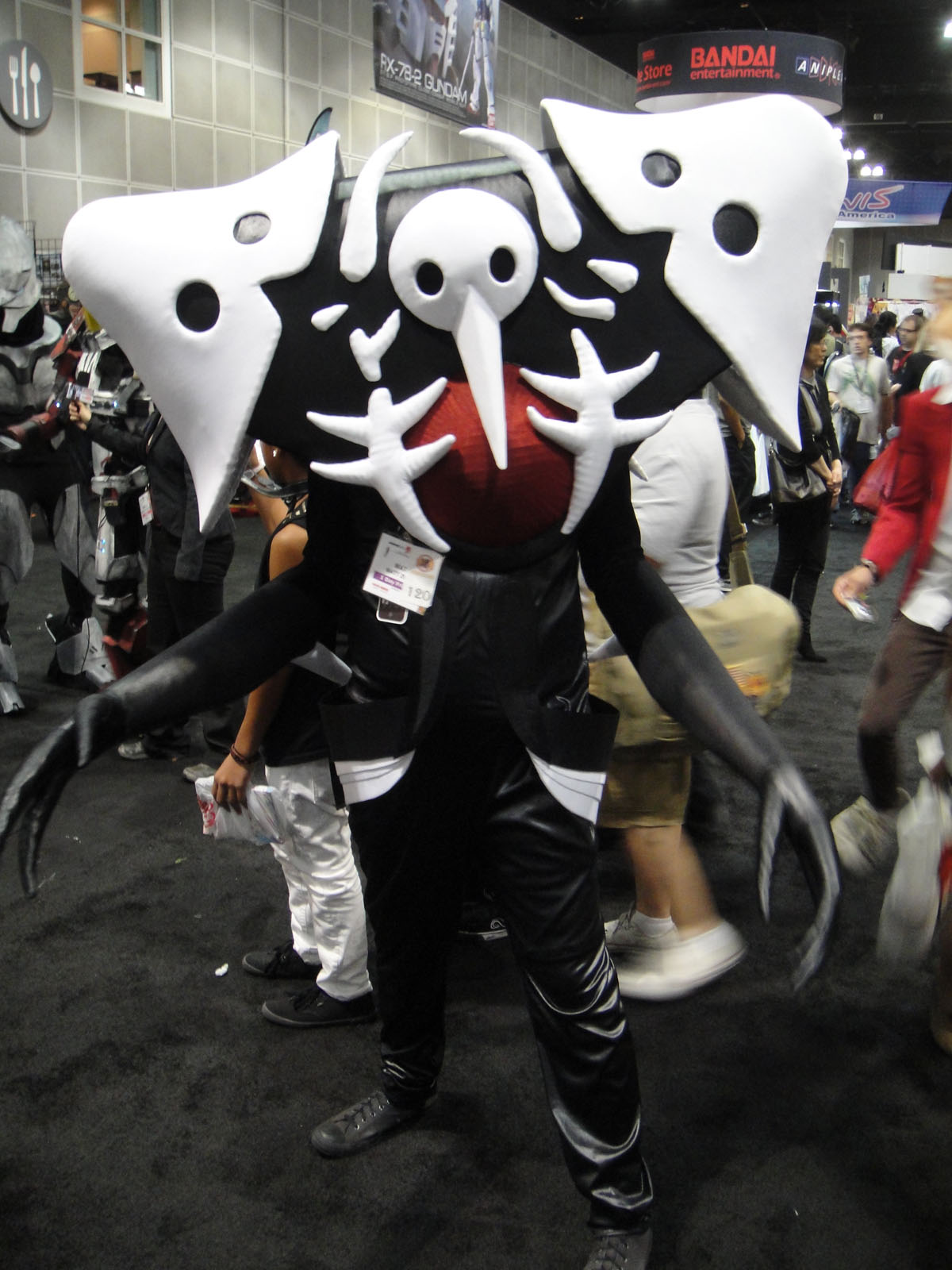
Cosplay de l'Ange Sachiel

Adam
Portant le surnom de « Premier Ange », il a l'apparence d'un géant de lumière ressemblant aux EVAs et pouvant déployer deux paires d'ailes. Découvert en Antarctique à la fin du IIe millénaire, les expériences dont il fut le sujet provoquèrent le cataclysmique « Second impact ». À la suite de cette explosion, il est réduit à une forme embryonnaire. Adam est le géniteur de tous les autres Anges à l'exception de Lilith qui est son égal.
Les informations sur Adam sont très peu nombreuses dans la série originale.  Plus d'informations sont données dans sa première adaptation en manga et dans le jeu Neon Genesis Evangelion 2 mais leur canonicité n'est pas certifiée. Il y est dit qu'Adam, tout comme Lilith, sont des « graines de vie » créées par une race extraterrestre très ancienne afin de propager la vie dans l'espace.
Lilith
« Deuxième Ange», elle a été découverte par la NERV qui a construit son quartier général dans la caverne où elle reposait. Pour l'étudier, la NERV l'immobilise avec une « lance de Longinus » et la crucifie dans le Terminal Dogma, la zone la plus secrète et profonde du Geofront. Elle est très protégée car il est dit que le contact entre Lilith et un autre Ange conduirait au « Troisième impact » et à la disparition de l'Humanité. Elle a l'apparence d'un géant blanc avec un étrange masque à sept yeux, le bas de son  corps est composé d'une multitude de jambes et troncs  humains. Les EVAs ont été construites à partir de son corps.
Lilith a un rôle central dans l'intrigue d'Evangelion car elle est la clé du Troisième impact : c'est elle, une fois fusionnée avec Rei Ayanami, qui rassemble toutes les âmes humaines en une entité unique et quasi-divine. Durant ce processus elle laisse cependant le choix à Shinji Ikari de garder son individualité et de refuser l'instrumentation.
Sachiel
Sachiel est le premier Ange à apparaître dans la série originale, quinze ans après le Second impact. Vaguement humanoïde et à peu près de la même taille qu'une EVA, il possède deux lances lumineuses rétractables dans ses avant-bras qu'il peut projeter en avant à travers ses paumes. Ces armes ont une portée réduite de quelques dizaines de mètres et font des dégâts localisés mais peuvent être dévastatrices. Il possède également des pouvoirs de régénération et peut acquérir de nouvelles capacités : après l'explosion d'une bombe qui l'a partiellement endommagé, Sachiel fait apparaître une deuxième tête qui possède la faculté de projeter de puissants rayons laser. Sa force physique est aussi considérable et lui permet notamment d'arrêter un missile en plein vol et de soulever l'EVA-01 d'une seule main.
Shamshel
Très puissant, Shamshel possède un corps d'arthropode et des tentacules capables de découper n'importe quel type de matière.
Dans Rebuild of Evangelion, son apparence a été modifiée pour coller au plus près du design original qui avait été initialement prévu pour la série : il a des bras plus étroitement segmentés, une bouche avec mandibules et crocs ainsi qu'une colonne vertébrale à laquelle dix pattes sont attachées. Les autres changements incluent sa couleur plus rouge et un visage ressemblant à celui de Sachiel.
Ramiel
Ramiel a la forme d'un octaèdre et possède un canon à particules ainsi qu'un A.T. Field très puissants. Malgré sa grande résistance, Shinji parvient à le tuer avec un rayon d'énergie de plus de 3 TW, issu de l'énergie de tout le Japon. C'est le premier ange qui ne ressemble pas à un être organique. Son apparence abstraite et géométrique lui a offert une certaine popularité parmi les fans de la série et de nombreux mèmes lui sont dédiés.
Dans Rebuild of Evangelion, la texture de son corps ressemble à du cristal et il est capable de modifier l'apparence de son corps à volonté afin de contre-attaquer plus efficacement. Il possède en tout cinq formes plus une lors de sa destruction.
Gaghiel
Gaghiel a la forme d'une créature sous-marine géante entre le crocodile et la baleine (sa taille est comparable à celle d'un navire du guerre). Il s'attaque aux bateaux militaires en mission pour la NERV. Il est le premier à combattre Asuka Soryu Langley et son EVA-02.
Israfel
Israfel a la forme d'une créature massive vaguement humanoïde avec un visage (ou masque) similaire à celui de Sachiel. Disposant de deux cœurs, il a la possibilité de se dédoubler en deux entités agissant conjointement. Grâce à sa duplication, il est presque invulnérable car ses deux corps doivent alors être détruits simultanément.
Sandalphon
Sandalphon apparaît comme un embryon qui se développe dans le cœur d'un volcan. Sa forme « adulte » ressemble à un poisson. Sa peau est extrêmement résistante à la pression et à la température.
Matarael
Matarael ressemble à une araignée gigantesque (à quatre pattes seulement, de proportions assez semblables aux pholques ou aux faucheux) : son corps a une taille comparable à une EVA mais ses pattes sont bien plus grandes. Le corps, en forme de carapace de tortue inversée, possède plusieurs faux yeux sur les côtés et un véritable œil sur la face inférieure. Cet œil sécrète un liquide extrêmement corrosif, capable de ronger rapidement d'importantes épaisseurs de métal ou de béton. Il arrive par la mer et profite d'une panne de courant généralisée dans le QG de la NERV pour attaquer. C'est un des Anges les moins résistants : il n'a aucun A.T. Field visible et se fait détruire en quelques coups seulement par une EVA.
Sahaqiel
Sahaqiel est un ange capable d'attaque depuis l'espace en envoyant de petites parties de son corps.
Dans Rebuild of Evangelion, il possède deux formes, la première est celle d'une boule noire parcourue de symbole ressemblant à des yeux. La seconde ressemble à celle de la série avec des couleurs différentes. Il possède alors trois motifs en forme de yeux et des extensions en forme de pics.
Iroël
Iroël est une colonie de micro-organismes qui s'infiltre dans les profondeurs du QG de la NERV en toute discrétion, ses déplacements passant pour de la corrosion. Il sera finalement découvert lorsque la vitesse d'avancée de la corrosion deviendra si importante que les scientifiques comprendront qu'il s'agit d'une attaque. Cet Ange a la particularité d'évoluer extrêmement rapidement. Ainsi, les milliards de micro-organismes forment rapidement un circuit imprimé organique qui se greffe sur les circuits électroniques de MAGI, l'ordinateur central de la NERV, pour le pirater. Son but est rapidement découvert lorsqu'il force l'unité Gaspar à suggérer l'autodestruction de la base. Ritsuko, grâce aux nombreuses instructions sur le fonctionnement de MAGI laissées par sa mère, parviendra à écrire un programme forçant l'Ange à évoluer jusqu'au point ultime: le suicide.
Leliel
Leliel apparaît d'abord sous la forme d'une immense sphère sombre dans le ciel. Il parvient jusqu'au centre de Tokyo-3 sans rencontrer de résistance et n'attaque pas : il se contente de rester sur place en lévitation sans agir. Quand les EVA l'attaquent, la sphère disparaît soudainement et l'ombre qu'elle projetait se met à bouger et engloutie l'EVA-01 dans la « Mer de Dirac », une sorte d'espace quantique infini. Car le véritable corps de l'Ange n'est pas la sphère mais son « ombre » qui mesure jusqu'à 680 mètres de diamètre pour seulement 3 nanomètres d'épaisseur. La sphère serait alors l'ombre de l'Ange par le biais de concepts de physique encore inconnus.
Bardiel
Bardiel est un parasite biologique qui peut prendre possession des EVAs et de leurs pilotes. Son aspect premier est celui d'un nuage avant qu'il ne prenne possession de l'EVA-03.
Dans Rebuild of Evangelion, l'apparence de l'EVA-03 ayant subi quelques modifications, la partie « visible » de cet Ange en subit également. Le changement le plus notable est une paire de bras féminins qui fait son apparition lors du combat contre l'EVA-01.
Zeruel
Zeruel attaque la ville peu après que Shinji ait définitivement renoncé à piloter d'EVA à la suite des événements liés au système Dummy. Il s'agit d'un des Anges les plus puissants, détruisant d'une seule attaque les 18 couches de blindage sous Tokyo-3. Il annihile la moitié du Geofront ainsi qu'une grande partie du QG de la NERV et écrase sans la moindre difficulté les EVA-00 et 02, leur causant de très lourds dégâts. Seul Ange ayant pu parvenir si loin, Zeruel est en chemin pour le Central Dogma lorsqu'il est arrêté par Shinji qui, devant la gravité de la situation, et encouragé par Kaji, a décidé de remonter dans l'EVA. Malgré son courage, Shinji ne parvient pas à arrêter l'Ange, et l'EVA-01 tombe à court d'énergie durant le combat ; l'Ange profite alors de la situation pour s'attaquer à l'EVA-01 sans qu'il ne puisse se défendre. Finalement, alors que Shinji supplie la machine de redémarrer, l'EVA-01 s'éveille soudainement et, enragée, pulvérise Zeruel qui se retrouve totalement impuissant. L'EVA-01 dévore alors l'organe S² de l'Ange, la source de sa puissance, et se l'approprie ce qui lui permet de fonctionner de façon illimitée. Il s'agît de l'acte conduisant au dernier acte de l'intrigue.
Dans Rebuild of Evangelion, son apparence a subi de grandes modifications avec un visage momifié et deux nouveaux appendices oranges. Lors de sa confrontation avec l'EVA-02, ses bras ressemblant à des rubans sont déployés, dévoilant un corps ayant la forme d'un cocon. Seul son cœur entouré de pattes est visible. Après l'absorption de l'EVA-00, son corps arbore une troisième forme, celle d'une femme nue. Le déroulement du combat est très différent dans le film : en effet, après avoir facilement vaincu Mari qui avait pris la décision de déclencher l'état bestial de l'EVA, Rei, aux commandes de l'unité 00, tente une attaque suicide et transperce le torse de l'Ange avec un missile. L'explosion dévaste une grande partie du Geofront mais n'aura aucun effet sur l'Ange qui dévorera ensuite l'EVA-00, le faisant muter. Contrairement à la série, lorsque l'EVA-00 de Shinji n'a plus assez d'énergie pour fonctionner, c'est la rage de l'adolescent qui réactive l'unité. La puissance de l'EVA est alors démultipliée, au point que les machines ne peuvent plus quantifier la situation. Cet évènement conduit dans la tétralogie au « Near Third Impact ».
Arael
Arael est un Ange cristallin qui attaque la NERV depuis l'espace. Sa technique consiste en une attaque psychique qui terrasse Asuka en la forçant à revivre des évènements traumatisants de son enfance. Il est abattu par Rei grâce à la lance de Longinus.
Armisael
Armisael a la forme d'un anneau d'ADN géant capable de prendre possession des corps et des esprits. Sa forme de combat ressemble à un serpent lumineux. Il prendra possession de Rei et lui montrera la douleur de la solitude qui la frappe et qui frappe aussi les Anges. Pour s'en débarrasser et sauver Shinji, Rei auto-détruira l'EVA-00.
Tabris
Tabris, qui prend aussi le nom de Kaworu Nagisa, est le seul Ange à apparence humaine et le seul à communiquer librement. Il possède un A.T. Field surpuissant et peut moduler sa synchronisation à volonté lorsqu'il est aux commandes d'une EVA. Il utilise l'EVA-02 pour pénétrer le Terminal Dogma mais choisi finalement d'épargner l'Humanité en découvrant Lilith alors qu'il pensait y trouver Adam. Il demande à Shinji de le tuer, ce qu'il ne fait qu'après une longue hésitation, les deux personnages s'étant liés d'une forte amitié.
Kaworu s'exprime de façon obscure et nombre de ses propos sont difficiles à comprendre. Il explique cependant que les Anges ont pour vocation de retourner à Adam, leur créateur. Kaworu est l'ultime Ange de la série, le « dernier messager ». Sa mort marquera une courte période de paix avant que les forces militaires de la SEELE n'attaquent le QG de la NERV.
Dans la tradition kabbalistique, Tabris, créé à partir d'une plume de Lucifer après sa Chute, est chargé d'obtenir de lui un mot de repentir assurant sa rédemption à la fin des temps.

## Stratégies et attaques
Il est a priori impossible de savoir si les Anges coordonnent leurs attaques, ou même s'ils sont capables de communiquer entre eux. Ils semblent en tout cas dépourvus de véritable stratégie, même si on peut observer une certaine évolution dans leur manière de procéder. Alors que les premiers se contentent simplement d'attaquer le Géofront et ne se soucient des Eva que si ceux-ci se dressent sur leur chemin, certains parmi les Anges suivants semblent s'en prendre sciemment aux EVA ou à leurs pilotes avant de chercher à rejoindre le Central Dogma, ce qui pourrait indiquer une forme d'apprentissage à la suite des défaites des anges précédents. De plus, certains anges semblent avoir des objectifs différents, tels que Leliel ou Arael qui sont entrés en communication avec les Eva, cherchant potentiellement à essayer de les comprendre en établissant un dialogue.

### Dans Rebuild of Evangelion

#### Les Adams
Apparaissant dans le film 2.0, les Adams sont au nombre de 4 et sont tous à l'origine du second impact, on connaît très peu de choses à leur sujet, dans le film 3.0, l'Eva Mark-09 est un hôte des Adams et le maître du AAA Wunder, tandis que l'Eva-13 est un survivant des Adams.

#### Kaworu Nagisa
Dans la tétralogie Rebuild of Evangelion, Kaworu Nagisa est le premier et le nouveau dernier ange, c'est-à-dire le 13e, en effet d'après Mari seul 12 anges devraient exister.

#### Le troisième ange
Il apparaît dans le film 2.0, c'est un serpent squelettique qui possède une sorte de bulbe à mi-section de sa colonne vertébrale d'où partent quatre bras et quatre pattes d'insecte, ses pouvoirs lui permettent de lancer des rayons d'énergie par les yeux. Cet ange a été excavé du pergélisol et capturé par la Nerv puis enfermé dans la base Bethany à l'ancien pôle nord pour des expérimentations, deux fils (un rouge et un bleu) et une entry-plug sous le cou en sont les résultats. Il sera vaincu par Mari grâce à l'auto-destruction de l'Eva 05.

#### Le septième ange
Apparaissant dans le film 2.0, cet ange a la forme d'un H, il est composé d'une structure ressemblant à du fer forgé, sa tête est similaire à celle de Sachiel, cependant il en possède une deuxième à l'arrière, elles ont la particularité de tourner dans le sens des aiguilles d'une montre pour la première et dans le sens inverse et plus rapidement pour la seconde, lorsqu'elle se rejoignent, l'ange peut tirer des rafales d'énergie. L'A. T. Field de cet ange a la particularité de geler l'eau par contact, il possède deux Core, l'un sous la première tête servant de leurre, le second entre ses pattes, il sera détruit par Asuka.

#### Le douzième ange
Apparaissant dans le film 3.0, la vraie forme de cet ange est celle d'une boule noire formée de rubans, cependant il adoptera la forme de la tête de Rei Ayanami puis celle d'un embryon dans le film. Cet ange a la particularité de n'être qu'un Core et de n'avoir aucun membre, il sera dévoré par l'Evangelion-13 lors de son réveil.